# Ludwig III. von Gleichen

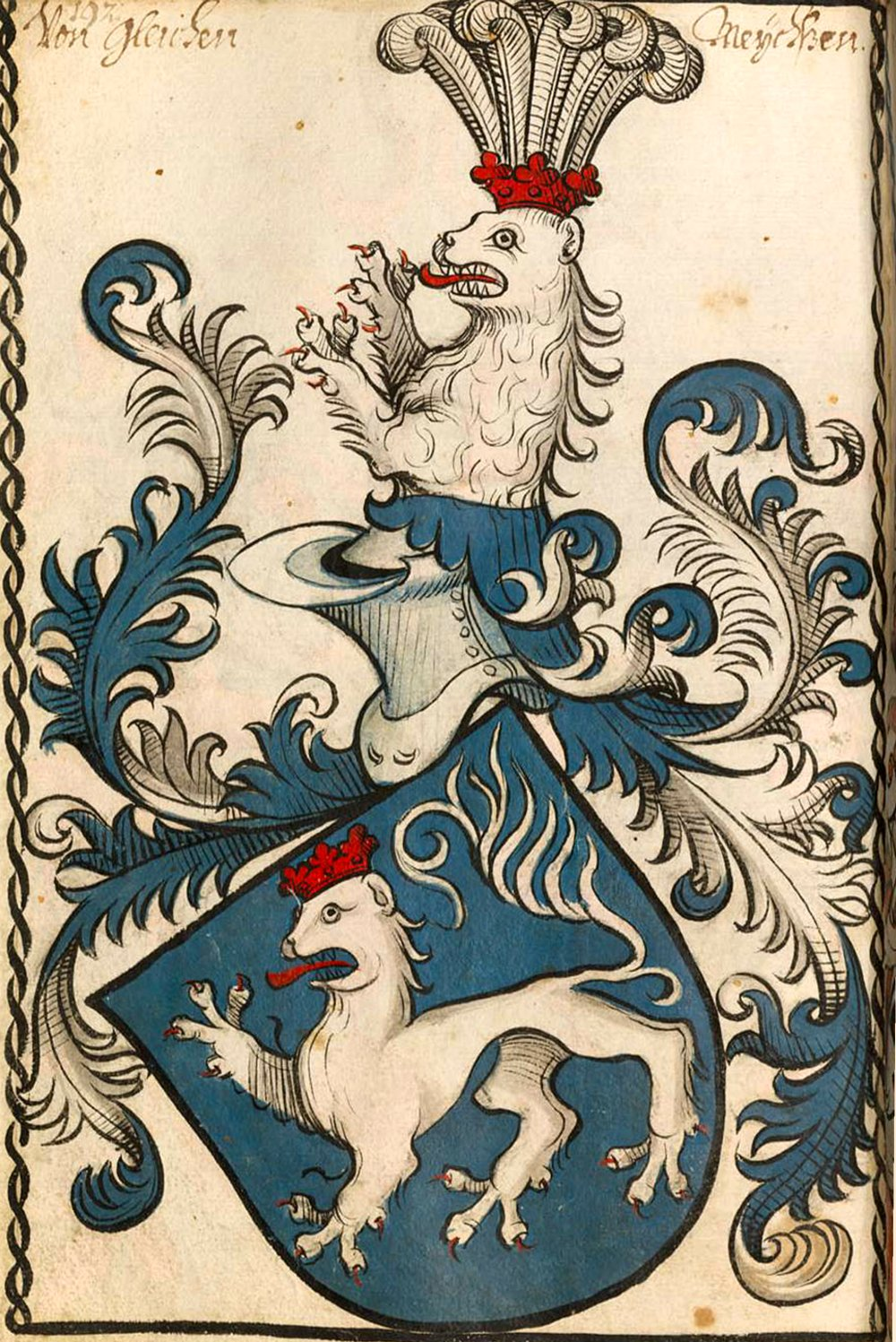
Wappen des Adelsgeschlechts der Gleichen

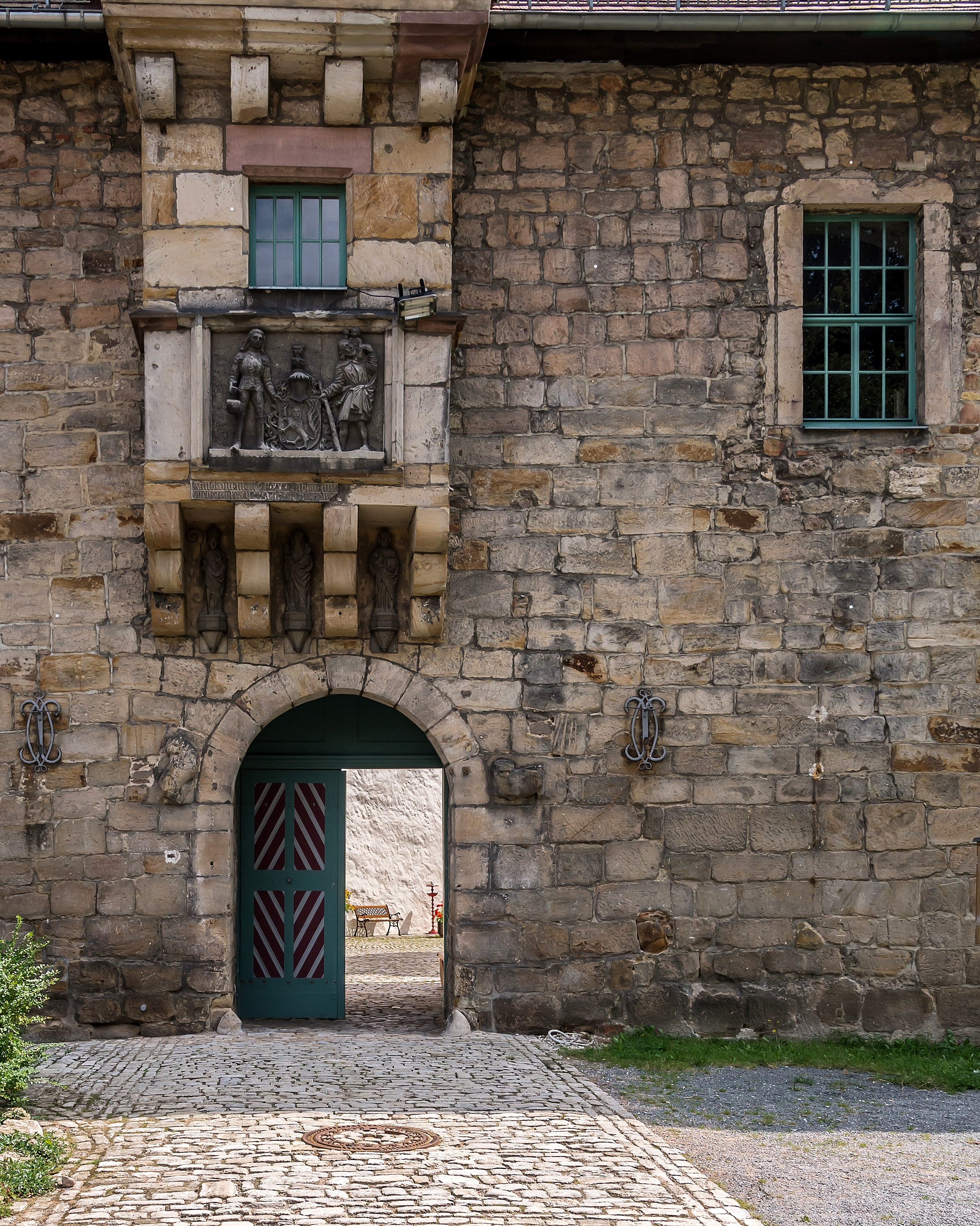
Wappen am Schloss zu Blankenhain in Thüringen

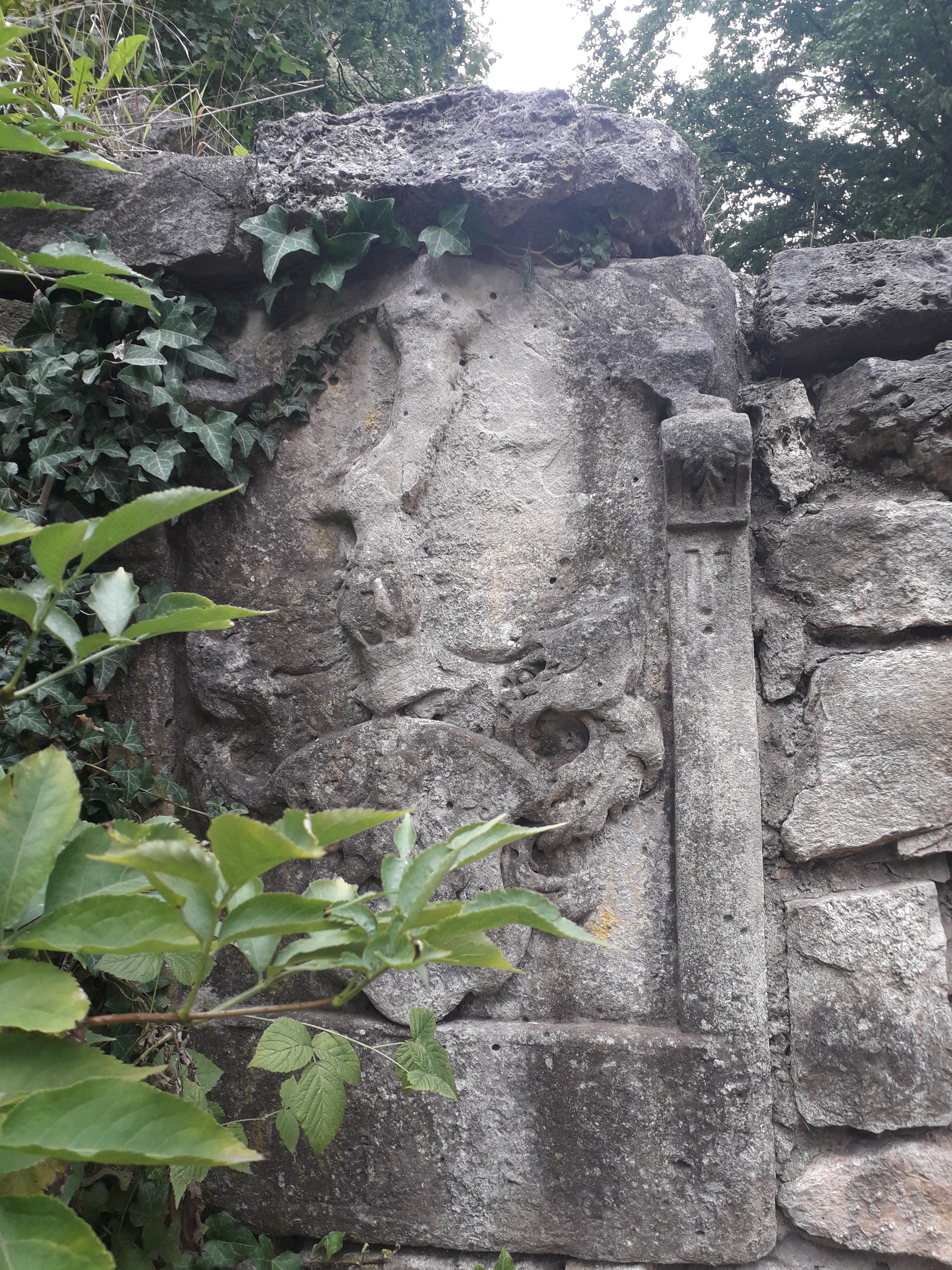
Wappen Ludwig III. von Gleichen an der künstlichen Ruine im Ilmpark

Graf Ludwig III. von Gleichen (* vor 1517; † 1586) gehörte dem thüringischen Adelsgeschlecht Gleichen an. Er gehörte zu den Mitunterzeichnern der Konkordienformel und des Konkordienbuches.

## Leben
Ludwig war Sohn von Graf Ludwig II. von Gleichen und der Magdalena von Reuß.
Graf Ludwig III. von Gleichen war Herr von Blankenhain und Kranichfeld. Er unterzeichnete die Konkordienformel von 1577 und das Konkordienbuch von 1580. Zuvor war er auch auf dem Naumburger Fürstentag 1561, welcher Klarheit über die Confessio Augustana bringen sollte, welche Fassung der Confessio denn maßgeblich sei. Letztlich wurde überwiegende Übereinkunft erzielt. Es war die Fassung von 1530 und damit die Erstdrucke von 1531 für verbindlich erklärt worden, aber mit einer Erläuterung zu Kapitel 10. Die Fassung von 1540/42 (Variata) blieb zulässig, da sie „eine stattlichere und ausführlichere Wiederholung des Originals“ sei.
Ludwig war mit seinem Bruder Carl Graf von Gleichen bei der Eröffnung der Universität Jena am 2. Februar 1558 dabei, wie aus einer Familienchronik zu entnehmen ist.
Sein Wappen von 1577 als Spolie ziert die künstliche Ruine im Park an der Ilm in Weimar, womit zusammen mit der Bepflanzung mit Büschen die Illusion einer verfallenen mittelalterlichen Burg erzeugt wurde. Zuvor hatte der Stein an der Schießmauer das im Gleichenschen Besitz befindliche Haus in Weimar dieses als solches kenntlich gemacht. Ein anderes Wappen befindet sich am Tempelherrenhaus (Weimar). Es ist nicht Ludwigs Wappen! In der Kollegiengasse befand sich seit dem 16. Jahrhundert das Gleichensche Haus, ein Freihaus, das in das Rote Schloss einbezogen wurde und zugleich den Verbindungsbau zum Gelben Schloss darstellt. Dass das Haus und damit auch genanntes Wappen aus dem Jahre 1577 stammt, wird durch eine Chronik der Familie von Gleichen bestätigt.
Gleichen war seit 1541 mit der Burggräfin Anna von Kirchberg verheiratet. Er wurde 1579 schuldenhalber ausgeklagt. Er hinterließ keine Erben und wurde in Blankenhain begraben.

## Literarische Bezüge zur Vorgeschichte seiner Familie
Der Erzählung der Luise von Göchhausen „Ritter Eckbert von Tiefurt“ im Journal von Tiefurt nach war ein Graf von Gleichen Anführer des feindlichen Heeres von Philipp von Schwaben, der den Stamm und die Burg des mit dem Landgrafen Hermann von Thüringen verbündeten Eckbert zerstörte. Das Wappen an der künstlichen Ruine wird als eine Reminiszenz an das untergegangene Geschlecht der Grafen von Gleichen und als Verweis auf die Rittergeschichte in Tiefurt gesehen.